# Andy John
Andrew Thomas Griffith John (ou 'Andy John'; 9 de janeiro de 1964, Aberystwyth, País de Gales) é o atual Arcebispo de Gales. Antes de ser eleito arcebispo em 2021 foi nomeado Bispo de Bangor em 2008.

## Biografia
Andrew Thomas Griffith John cresceu em Aberystwyth. Estudou na Universidade de Cardiff e depois no St John's College, Nottingham. Foi ordenado diácono em 1989 e sacerdote em 1990.
Em 2023 ele anunciou que o País de Gales estaria em melhor situação se fosse um país independente, livre da Inglaterra.